# Папуга-горобець панамський
Папуга-горобець панамський (Forpus conspicillatus) — птах родини папугових.

## Зовнішній вигляд
Довжина тіла 12 см. Основне забарвлення оперення темно-зелене, з малахітовим відтінком на черевці. Крильце й другорядні махові крила сині. Навколо очей є нешироке блакитне кільце. Самки зеленого кольору, ділянка навколо очей у них теж зелена, але іншого відтінку. Дзьоб кольору слонячої кістки, на наддзьобку темна пляма.

## Розповсюдження
Живуть у Колумбії й Панамі.

## Утримання
Дуже товариські й добре почувають себе в домашніх умовах.